# Lepidiota flavimargo
Lepidiota flavimargo är en skalbaggsart som beskrevs av Gilbert John Arrow 1919. Lepidiota flavimargo ingår i släktet Lepidiota och familjen Melolonthidae. Inga underarter finns listade i Catalogue of Life.